# Starîțke, Brusîliv
Starîțke (în ucraineană Старицьке) este un sat în comuna Lazarivka din raionul Brusîliv, regiunea Jîtomîr, Ucraina.

## Demografie
Componența lingvistică a localității Starîțke
     Ucraineană (87,5%)
     Rusă (12,5%)
Conform recensământului din 2001, majoritatea populației localității Starîțke era vorbitoare de ucraineană (87,5%), existând în minoritate și vorbitori de rusă (12,5%).